# Eugène Mando
Pour les articles homonymes, voir Mando (homonymie).
Eugène Mando, né le 23 août 1855 à Langast (Côtes-du-Nord) et mort le 18 mars 1939 à Plestin-les-Grèves (Côtes-du-Nord), est un homme politique français, député des Côtes-du-Nord puis sénateur.

## Biographie
Conseiller général de Plouguenast de 1895 à 1907, il est élu député en 1898 et constamment réélu jusqu'en 1921. Il siège parmi les Républicains progressistes.
En 1921 il entre au Sénat, est réélu en 1930. Il y reste jusqu'au début de l'année 1939, ne se représentant pas. 
Il meurt quelques mois plus tard. Inscrit au groupe de la Gauche démocratique, il n'a qu'une faible activité parlementaire, essentiellement consacrée au commerce.
Eugène Mando était le frère cadet de Mgr Jean-Louis Mando, éphémère évêque d'Angoulême de décembre 1899 à juillet 1900.

## Source
- « Eugène Mando », dans le Dictionnaire des parlementaires français (1889-1940), sous la direction de Jean Jolly, PUF, 1960 [détail de l’édition]